# Rumskulla-eik

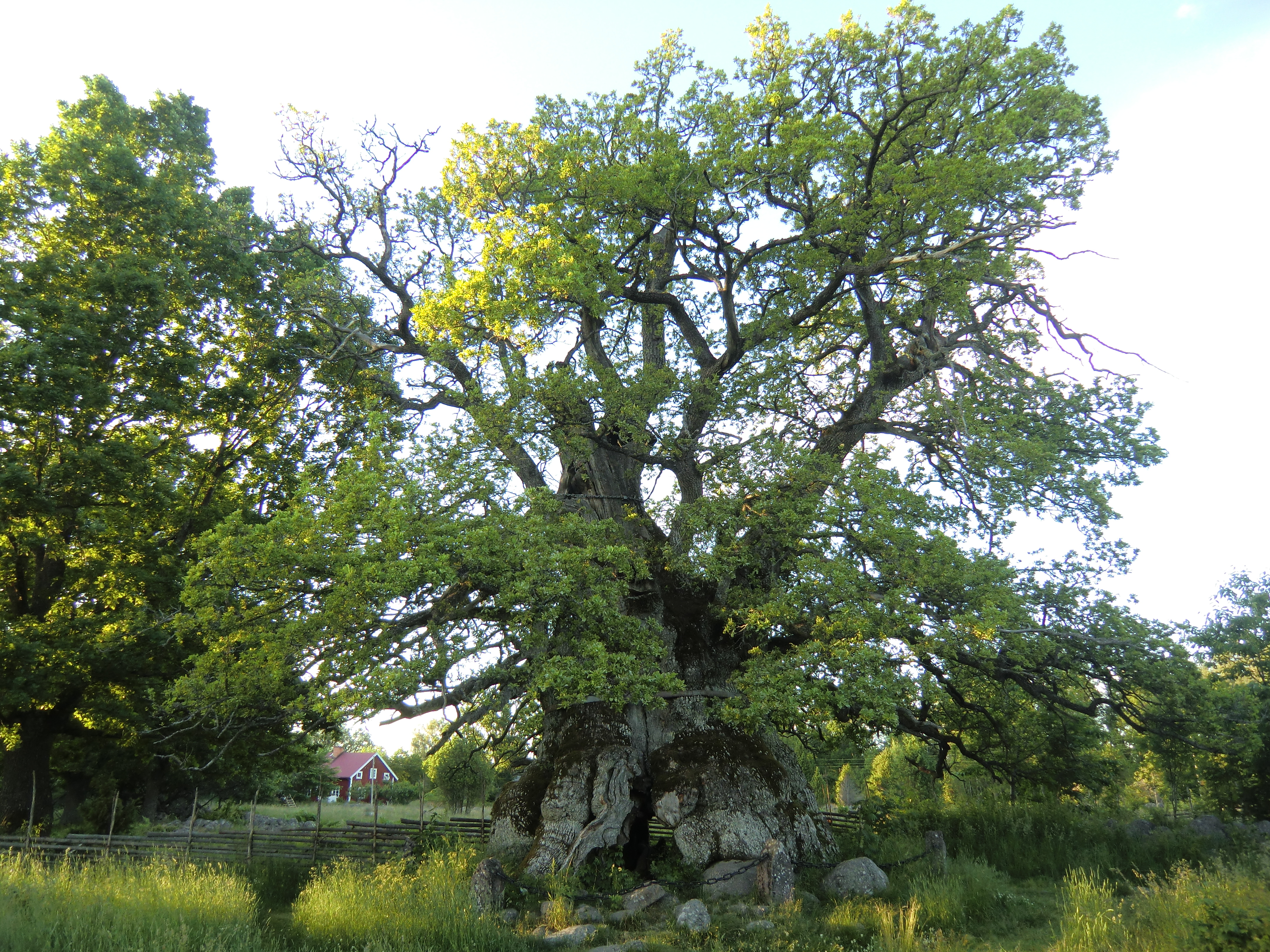
Rumskulla-eik, 2010

De Rumskulla-eik, ook bekend als de Kvill-eik, is een eikenboom (Quercus robur) bij het Nationaal park Norra Kvill in het parochie- (socken-)gebied van Rumskulla, Vimmerby, Kalmar län, Småland, Zweden. Het is de oudste eik in Zweden en een van de grootste bomen in Scandinavië. De boom werd voor het eerst beschreven in 1772.

## Geschiedenis
De boom is meer dan 1.000 jaar oud en werd het eerst beschreven door Magnus Gabriel Craelius in 1772 in Försök till ett landskaps beskrivning ("Poging een landschap te beschrijven"). De boom is 14 meter hoog, met een stam van ongeveer 13 meter omtrek en een volume van ongeveer 60 m³, waarmee het een van de grootste bomen in Zweden is. Volgens de gemeente Eksjö is het de oudste boom in Scandinavië en de grootste in omtrek.
De ijzeren steunband om de stam zit er waarschijnlijk al vanaf de 19e eeuw omheen. Hij werd vervangen nadat hij in 2005 gedeeltelijk verwijderd was door iemand die zei de boom te willen "bevrijden". Een ketting iets daarboven voorkomt dat de stam splijt; de boom is nu volledig hol. Klimmen in de boom is sinds 1998 verboden. Er staat een hek om de boom en het is niet toegestaan dichterbij te komen dan 5 meter.

## Natuurreservaat
De Eik van Rumskulla is benoemd tot regionaal natuurmonument. In 2008 werd het Kvill Natuurreservaat (Kvills natuurreservat) opgericht als het eerste natuurreservaat in de gemeente. Het reservaat van 29,4 ha werd ingesteld om het traditionele open landschap met grote eiken en andere markante bomen te bewaren, als contrast met de dichtbijgelegen naaldbossen. Het reservaat ligt naast het Norra Kvill Nationale Park. De boom is toegankelijk voor gehandicapten.
De holle stam van de boom diende als location voor seksscènes in I Am Curious (Yellow), een film uit 1967 van Vilgot Sjöman. De film was controversieel toen deze uitkwam, en werd verboden in Massachusetts; in een zaak die het haalde tot aan het Amerikaanse Hooggerechtshof, waarbij de film uiteindelijk als niet-obsceen werd bestempeld.

## Foto's van de stam

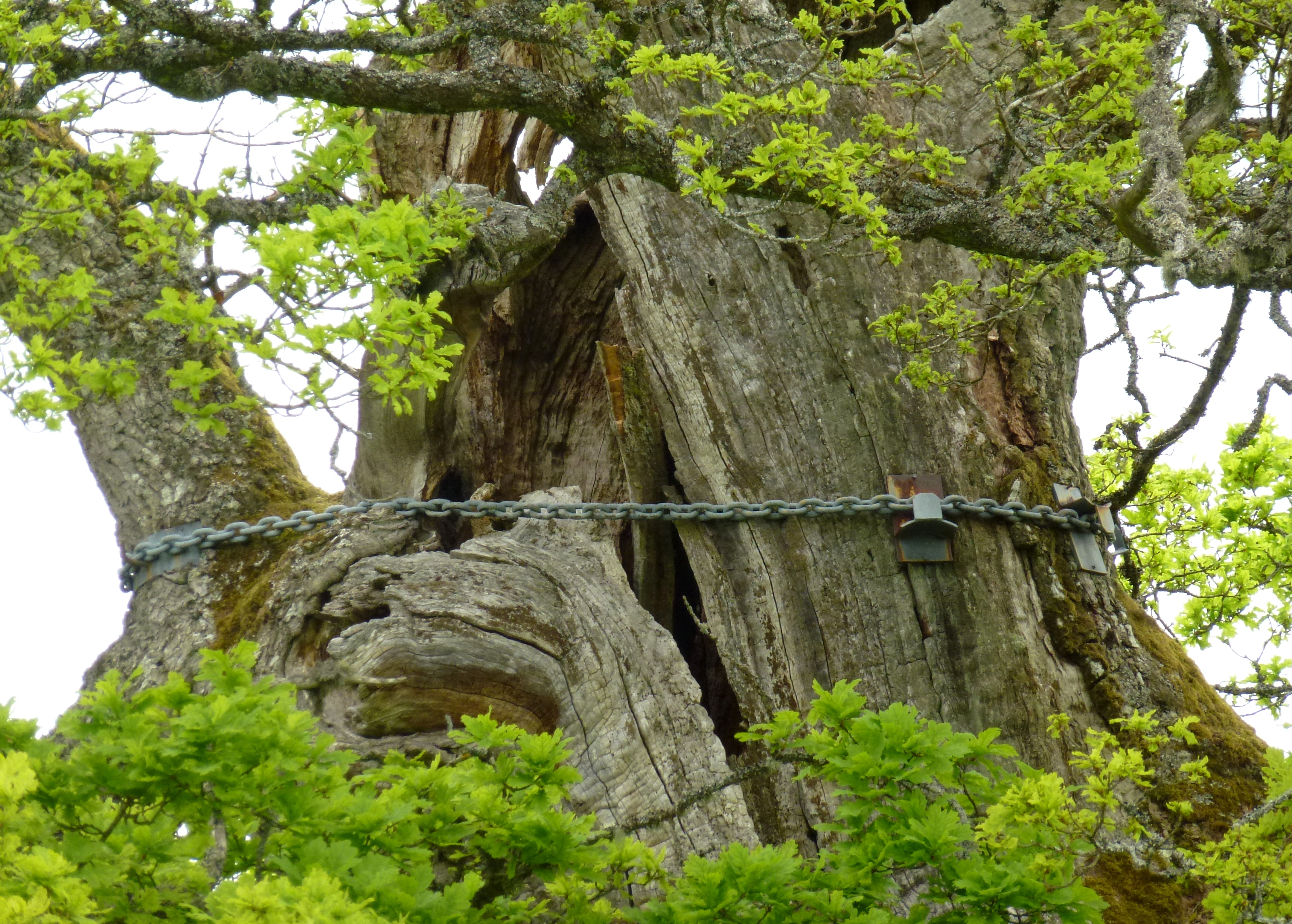
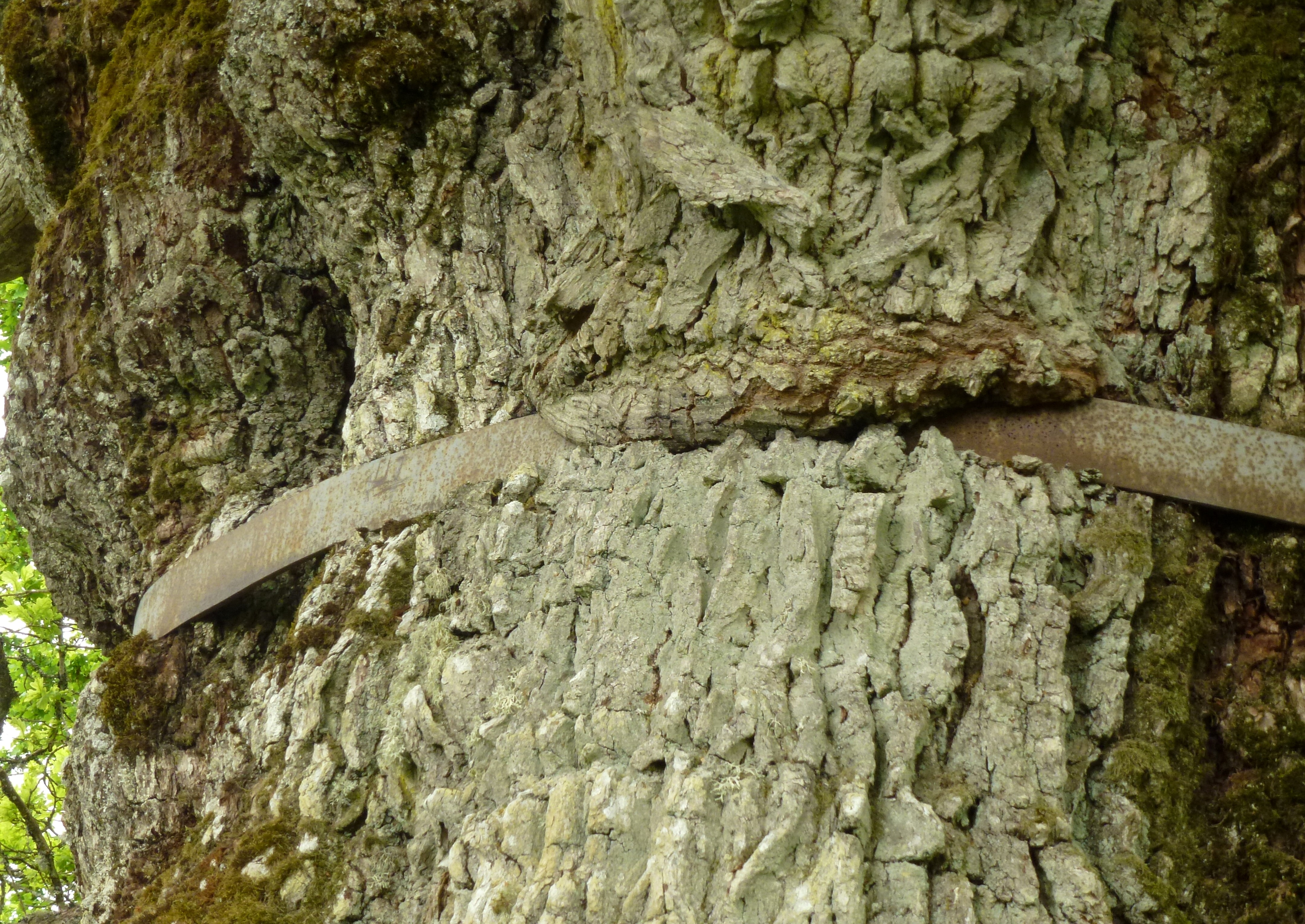
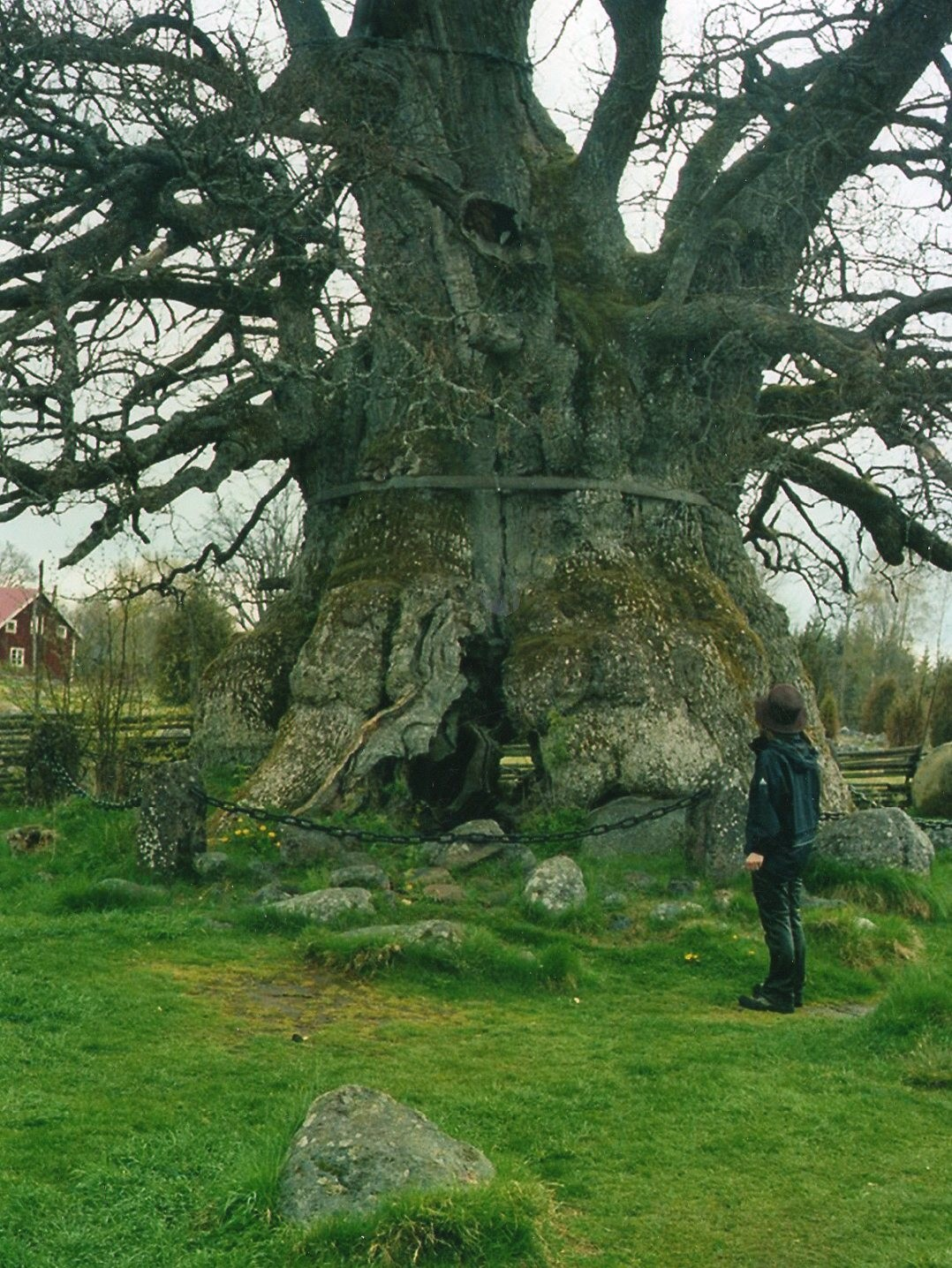
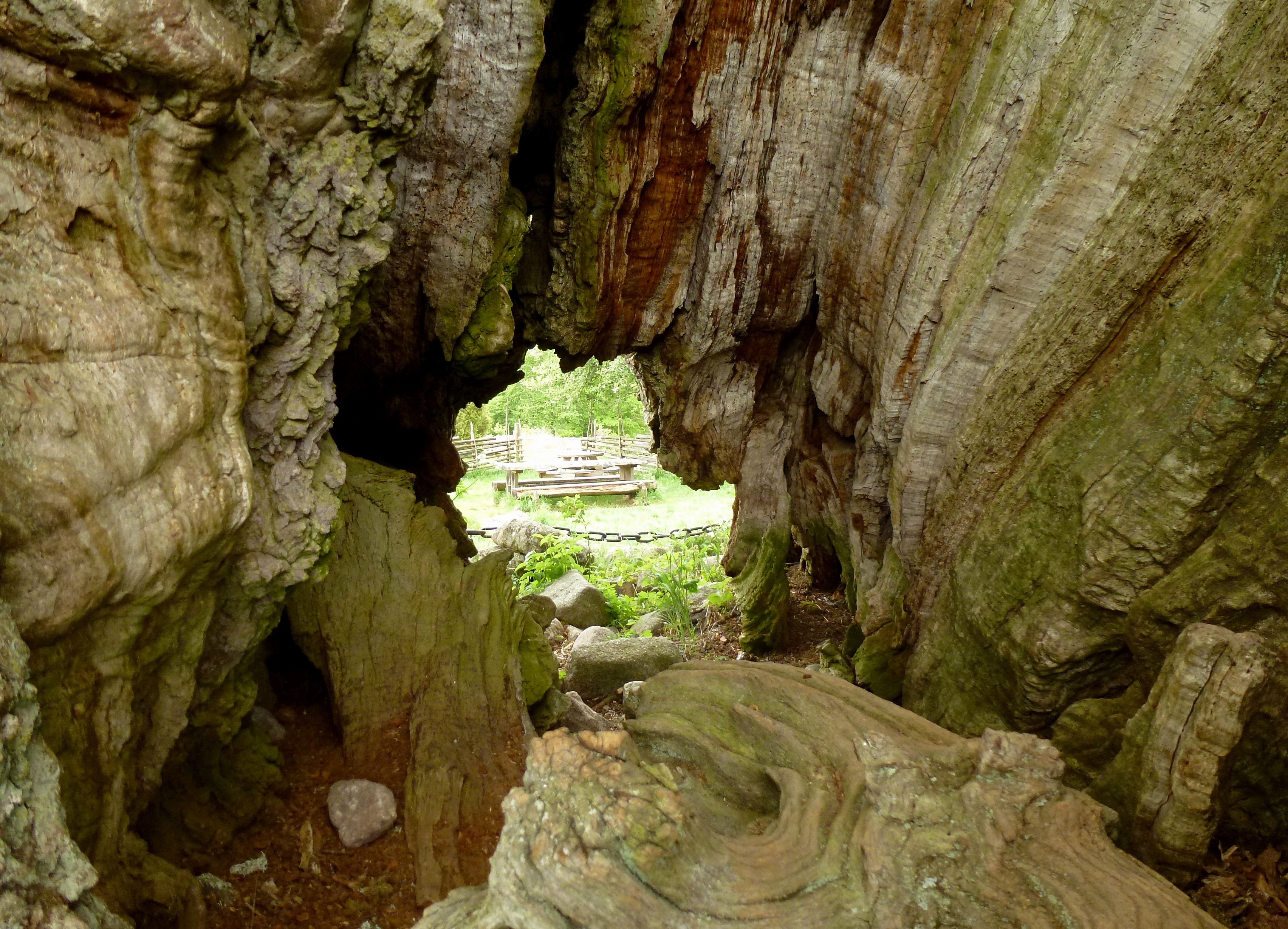
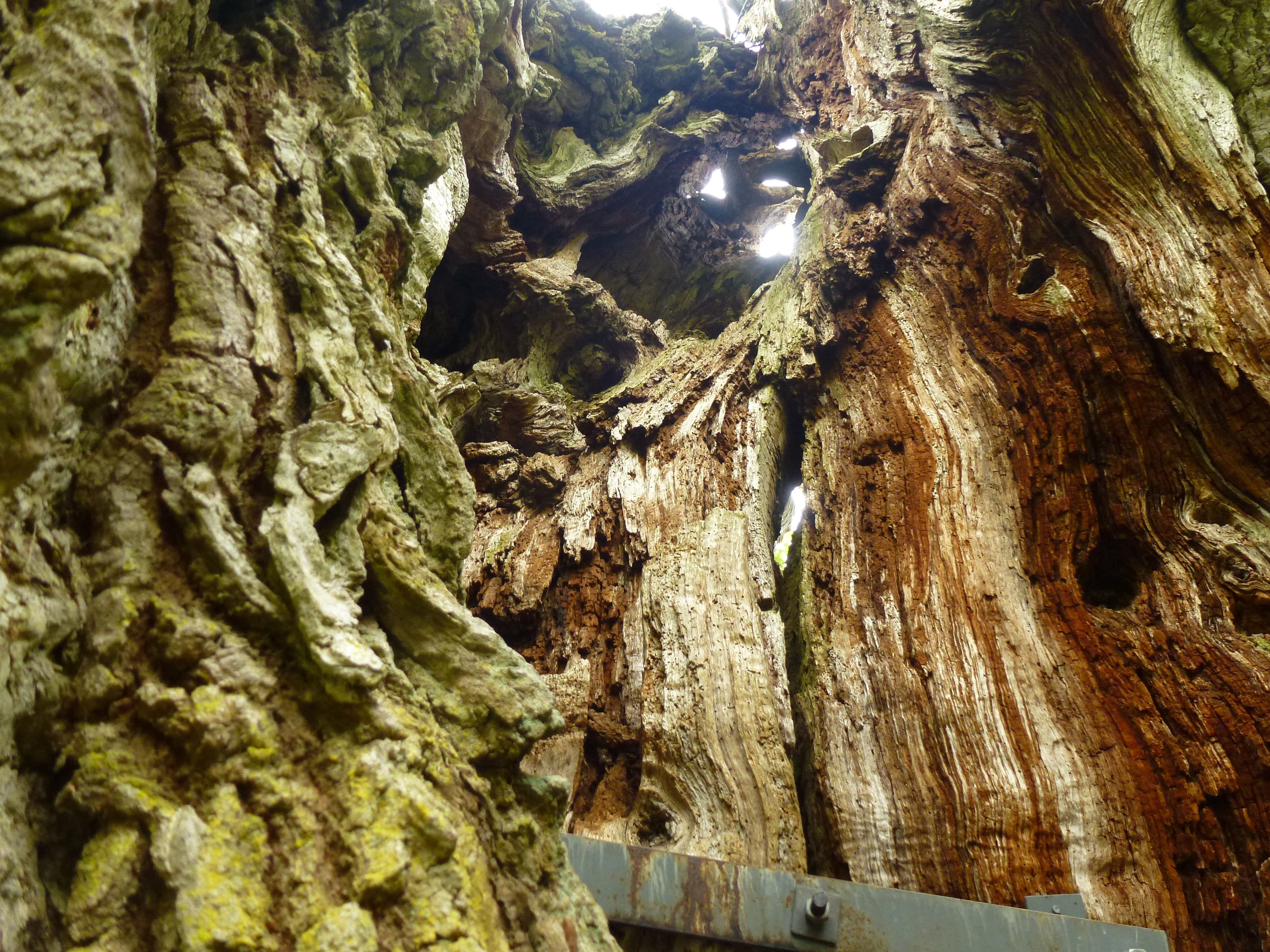